# Roman Cycowski
Roman Cycowski (ur. 25 stycznia 1901 w Tuszynie, zm. 9 listopada 1998 w Palm Springs) – polski śpiewak, aktor.
Urodził się w rodzinie żydowskiej. Śpiewał barytonem w niemieckiej grupie Comedian Harmonists. Po jej rozwiązaniu przez nazistów wyemigrował do Austrii, a następnie do Kalifornii. Tam pracował jako kantor w synagogach w San Francisco i Palm Springs. Udzielał również lekcji śpiewu i języka niemieckiego.
Był najdłużej żyjącym artystą tego zespołu i jednym z najdłużej czynnych zawodowo kantorów w USA. Zmarł w swoim domu w Palm Springs w 1998.